# Monument voor de gevallenen (Leidschendam)

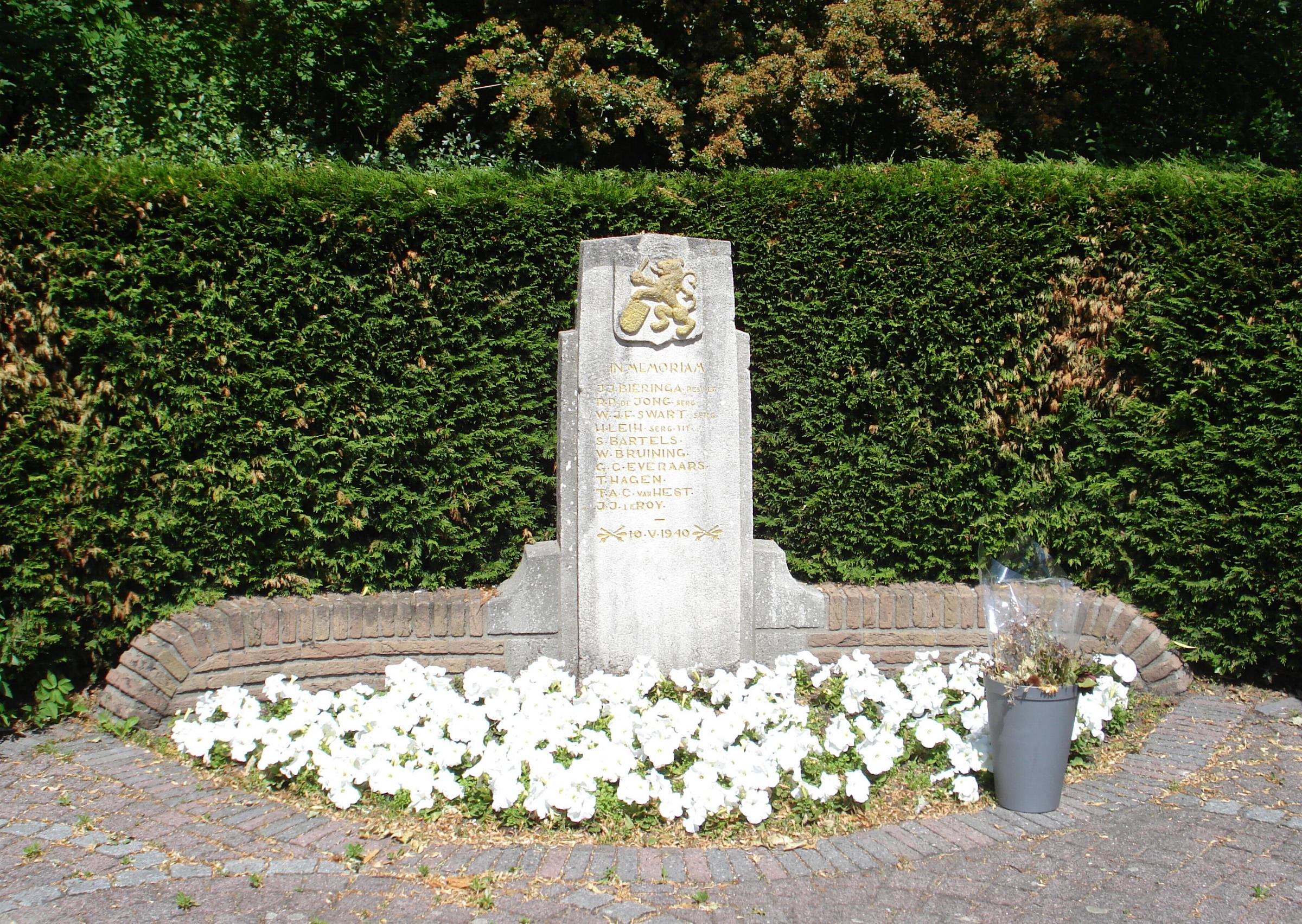
Monument voor de gevallenen

Het Monument voor de gevallenen, ook wel het Monument Leeuwenbergh genoemd, staat in park Leeuwenbergh in de Nederlandse gemeente Leidschendam-Voorburg.
Het monument herdenkt 10 mannen van de 13e batterij luchtdoelartillerie die gesneuveld zijn op 10 mei 1940 bij de gevechten rond Ypenburg en Den Haag. Het werd ontworpen door prof. ir J.A. Lucas en gemaakt door Marian Gobius. De onthulling was in augustus 1940; aanvankelijk werd er een gedenksteen opgericht op de begraafplaats te Voorburg.
Bovenaan de zuil is een Nederlandse leeuw te zien.
Daaronder staat:
IN MEMORIAM
J.J. Bieringa, R.P. de Jong, W.J.F. Swart, H. Leih, S. Barteld, W. Bruining

G.C. Everaars, T. Hagen, T.A.C. van Hest en J.J. le Roy

10.V.1940